# Camillo Laurenti
Camillo Laurenti (Monte Porzio Catone, 20 novembre 1861 – Roma, 6 settembre 1938) è stato un cardinale italiano.
Fu nominato cardinale della Chiesa cattolica da papa Benedetto XV.

## Biografia
Nacque a Monte Porzio Catone il 20 novembre 1861. Studiò all'Almo Collegio Capranica di Roma dal 1º novembre 1872 al 31 luglio 1884; frequentò il Pontificio Ateneo Urbaniano "De Propaganda Fide", in cui conseguì i dottorati in filosofia e in teologia.
Fu ordinato presbitero a Roma il 7 giugno 1884 ed entrò alla Sacra Congregazione de Propaganda Fide il 1º settembre 1884; in cui il 1º dicembre 1887 fu promosso primo minutante. Il 3 agosto 1889 fu nominato cameriere privato soprannumerario, ed ebbe una seconda nomina il 16 agosto 1903. Dal 1892 al 1908 fu professore di filosofia al Pontificio Ateneo Urbaniano. Fu nominato sottosegretario della Sacra Congregazione de Propaganda Fide il 20 ottobre 1908 e prelato domestico di Sua Santità il 12 giugno 1908. Divenne segretario della stessa Congregazione il 12 agosto 1911. Fu nominato anche consultore della Suprema Sacra Congregazione del Sant'Uffizio il 4 marzo 1912 e della Sacra Congregazione per le Chiese orientali il 29 novembre 1917.
Papa Benedetto XV lo elevò al rango di cardinale nel concistoro del 13 giugno 1921. Il 16 giugno dello stesso anno ricevette il cappello rosso e la diaconia di Santa Maria della Scala. Scelse come motto Stella matutina.
Partecipò al conclave del 1922 che elesse Pio XI: in questo conclave risultò uno dei "papabili". Il 5 luglio 1922 fu nominato prefetto della Sacra Congregazione per i Religiosi e il 17 dicembre 1928 fu nominato pro-prefetto della Sacra Congregazione dei Riti, di cui divenne prefetto il 12 marzo 1929. Il 16 dicembre 1935 optò per l'ordine dei cardinali presbiteri e la sua diaconia fu elevata a titolo cardinalizio pro illa vice. 
Morì il 6 settembre 1938 all'età di 76 anni per un infarto. Fu sepolto nella tomba di famiglia al cimitero del Verano e in seguito le sue spoglie furono traslate nella chiesa del Ricovero San Giuseppe dell'Opera Don Guanella a Roma..